# 페트로드보르초비구

페트로드보르초비 구의 위치

페트로드보르초비구(러시아어: Петродворцовый район)는 상트페테르부르크를 구성하는 18개 구 가운데 하나로 행정 중심지는 페테르고프이다.